# Курт Тройгаупт
Курт Тройгаупт (нім. Kurt Treuhaupt; 16 квітня 1898, Руммельсбург — ?) — німецький офіцер, оберст вермахту.

## Біографія
Син землевласника Пауля Тройгаупта і його дружини Клари, уродженої Шмолінске. 1 вересня 1914 року вступив в Імперську армію. Учасник Першої світової війни. 10 квітня 1919 року демобілізований. 1 жовтня 1933 року вступив в земельну оборону. 1 травня 1934 року зарахований на дійсну службу. З 26 серпня 1939 року — ад'ютант командувача резервними частинами 2-го військового округу, з 28 жовтня 1939 року — 21-го армійського корпусу, з 1 березня 1940 року — 22-ї групи, з 19 грудня 1940 року — вищого артилерійського командування «Норвегія». З 20 травня 1941 року — командир охоронного батальйону особливого призначення «Осло», з 25 лютого 1942 року — стрілецького полку «Осло», з 19 травня 1942 року — 146-го стрілецького (з 5 липня 1942 року — танково-гренадерського) полку. З 5 лютого по 20 березня 1945 року — комендант Лігніца. 5 квітня 1945 року відряджений на курс командира дивізії. З 19 квітня по 8 травня 1945 року — командир 16-ї танкової дивізії.

## Сім'я
17 травня 1929 року одружився з Урсулою Геєр. В пари народились 2 дочки (1930, 1931).

## Звання
- Лейтенант резерву (21 листопада 1916)
- Гауптман у відставці (1 жовтня 1933)
- Гауптман (1 квітня 1934)
- Майор (1 квітня 1937)
- Оберстлейтенант (1 вересня 1940)
- Оберст (1 квітня 1942)

## Нагороди
- Залізний хрест 2-го і 1-го класу
- Почесний хрест ветерана війни з мечами
- Медаль «За вислугу років у Вермахті» 4-го класу (4 роки)
- Застібка до Залізного хреста
  - 2-го класу (10 червня 1940)
  - 1-го класу (9 листопада 1943)
- Хрест Воєнних заслуг
  - 2-го класу з мечами (1 вересня 1942)
  - 1-го класу з мечами (1 вересня 1943)